# The Sword of Valor
The Sword of Valor er en amerikansk stumfilm fra 1924 instrueret af Duke Worne.

## Medvirkende
- Snowy Baker som Grant Lee Cooks
- Otto Lederer som Don Guzma de Ruis y Montejo
- Edwin Cecil som Ismid Matrouli
- Dorothy Revier som Ynez